# Nicolas-Joseph Foucault

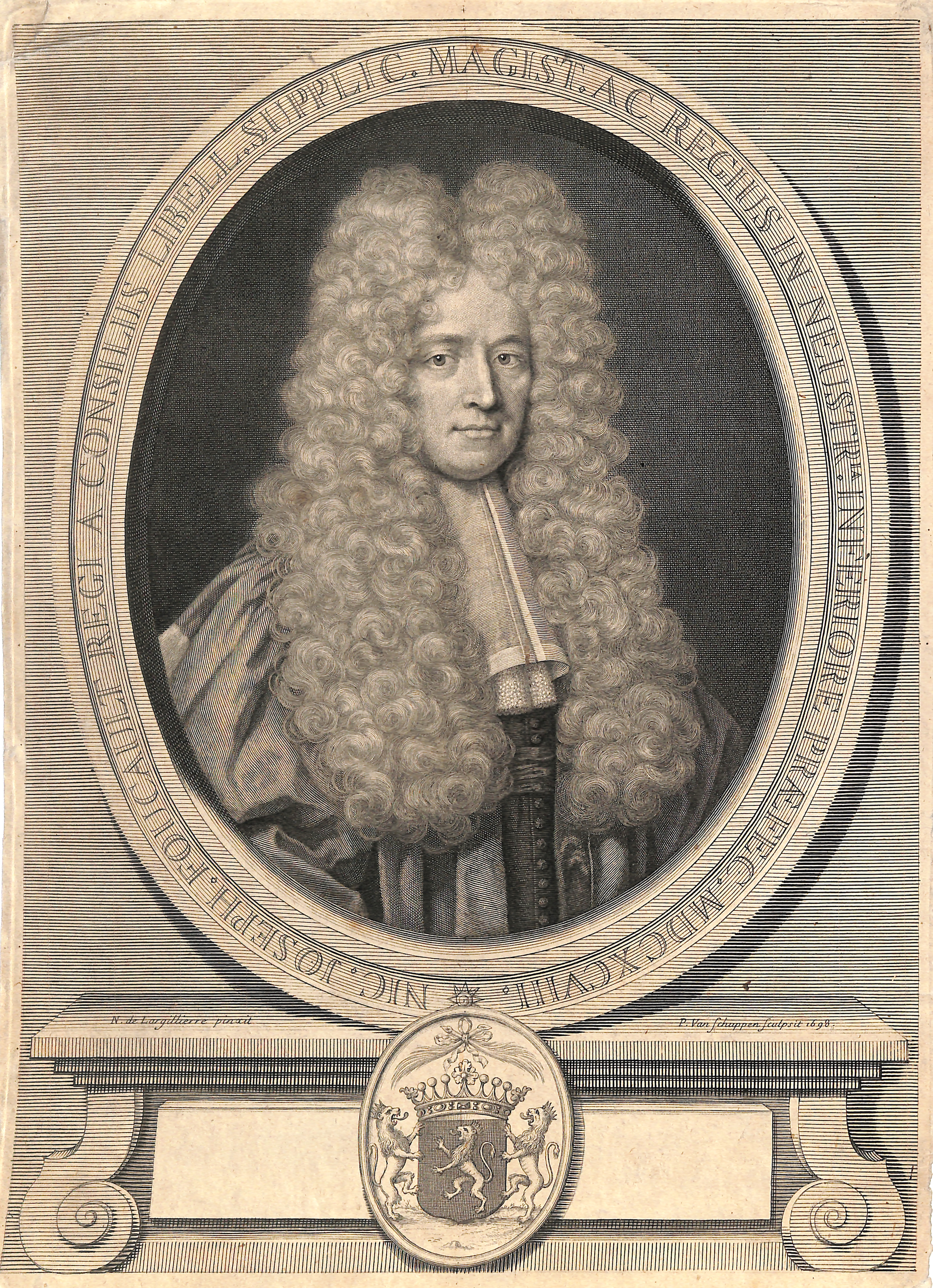
Nicolas-Joseph Foucault

Nicolas-Joseph Foucault (* 8. Januar 1643 in Paris; † 7. Februar 1721 ebenda) war ein französischer Verwaltungsbeamter und Bibliophiler. 

## Leben und Entdeckung des Teppichs von Bayeux
Nicolas-Joseph Foucault entstammte einer Familie loyaler Hofbeamter. Sein Vater war ein Kollege des französischen Staatsmannes Jean-Baptiste Colbert, seine Mutter stammte aus einer Familie königlicher Architekten. Foucault arbeitete mehr als 30 Jahre im Verwaltungsdienst und wurde ab etwa 1689 in die Normandie versetzt. Er nahm dort die Aufgabe eines Intendant wahr. Zu seinen Bekannten in der Normandie zählte unter anderem der Bischof von Bayeux. Es ist sehr wahrscheinlich, dass der Bischof von Bayeux Foucault in den 1690er Jahren wegen seines Interesses an Geschichte auf das Textilwerk aufmerksam machte, das einmal im Jahr für etwa acht Tage in der Kathedrale von Bayeux aufgehängt wurde. Foucault beauftragte offensichtlich unmittelbar danach einen Zeichner, der die Anfangsszenen zeichnete. Warum nur die Anfangsszenen abgezeichnet wurden, ist unklar. Möglicherweise hatte der unbekannt gebliebene Zeichner nur die Gelegenheit, während der acht kurzen Tage zu zeichnen, die der Teppich von Bayeux in der Kathedrale von Bayeux hing.
Foucault ist der Nachwelt vor allem bekannt, weil sich in seinem, der Bibliothèque du Roi vererbten Nachlass stilisierte Zeichnungen der Anfangsszenen des Teppichs von Bayeux befanden. 1724 machte der Historiker Antoine Lancelot (1675–1740) die Académie Royale des Inscriptions et Belles-Lettres auf diese Zeichnung aufmerksam und veröffentlichte wenig später im Journal der Akademie ein Artikel mit einer Reproduktion der Zeichnung. Dem Benediktinermönch und Wissenschaftler Bernard de Montfaucon gelang es schließlich, das Vorbild für die Zeichnung ausfindig zu machen.